# Schneisingen
Schneisingen é uma comuna da Suíça, no Cantão Argóvia, com cerca de 1.214 habitantes. Estende-se por uma área de 8,26 km², de densidade populacional de 147 hab/km². Confina com as seguintes comunas: Lengnau, Niederweningen (ZH), Siglistorf, Unterehrendingen, Wislikofen.
A língua oficial nesta comuna é o Alemão.

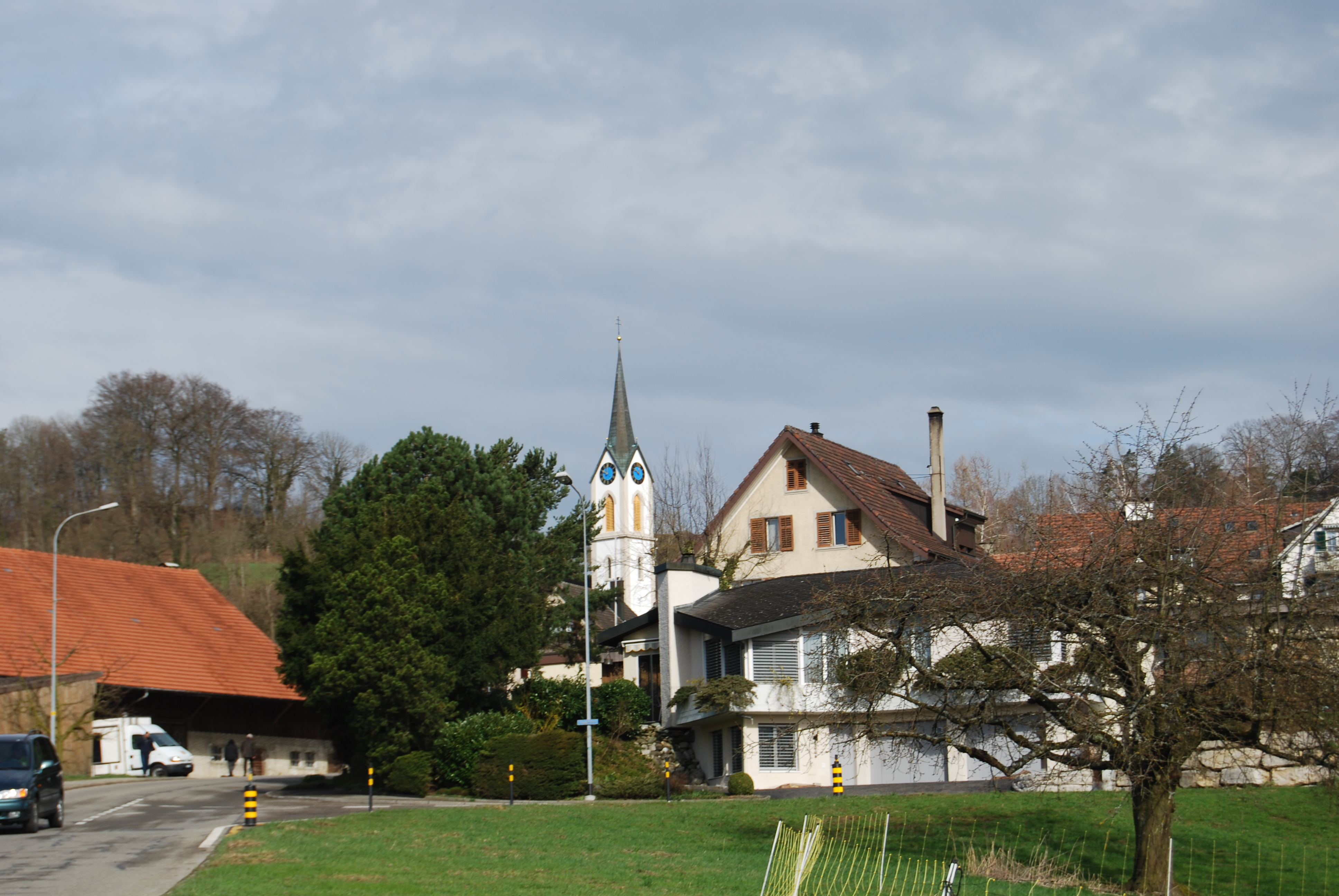
Schneisingen